# Kémiai összetétel
Az anyagok széles köre estén beszélhetünk kémiai összetételről, azaz az anyagot alkotó atomok arányáról. Gondolatban, vagy kísérletileg úgy juthatunk el ehhez az állapothoz, ha az anyagokat igen magas hőmérsékleten elpárologtatjuk.

## Összetételről általában
A hétköznapi életben használt anyagokat többféle módon is jellemezhetjük az összetételével. Ezt a jellemzést azon a szinten adhatjuk meg összetétellel, amilyen szinten „szétszedjük” az anyagokat. Például egy kőzetet szétszedhetünk ásványaira is (ásványos összetétel), de szétszedhetünk atomjaira is (kémiai összetétel).
Különleges vizsgálatoknál egyes atomok (pl. a radioaktív atomok) atommagjainak mennyiségére vagyunk kíváncsiak s ekkor izotópos összetételről beszélünk.

## Leggyakoribb anyag-együttes leírások kémiai összetétellel
Néhány eset, amikor a kémiai összetétel egy fontos adat lehet az anyagokról, anyagi rendszerekről. 
- Csillagok kémiai összetétele
- A földkéreg kémiai összetétele
- Vegyületek kémiai összetétele
- Ötvözetek kémiai összetétele
- Élelmiszerek kémiai összetétele

## Külső hivatkozások
- Az íz és a kémiai összetétel közötti kapcsolat
- A bor kémiai összetétele
- Kémiai összetétel infravörös mikroszkóppal
- A Föld kémiai összetétele és differenciációja[halott link]
- A bolygók kémiai összetétele
- Az Urmánczy fürdő (Maroshévíz) vizének kémiai összetétele
- Csillagok színképének osztályozása a színkép és az abból következtetett kémiai összetétel alapján